# Хайнрих XVIII Ройс-Кьостриц
Хайнрих XVIII Ройс-Кьостриц (на немски: Heinrich XVIII Reuss zu Köstritz; * 14 май 1847 в Лайпциг; † 15 август 1911 в Швайнфурт) от род Ройс-Кьостриц e княз на Ройс-Кьостриц (1852 – 1911), шеф на Ройс млада линия (1855 – 1911) и генерал на кавалерията на Кралство Прусия и на Велико херцогство Мекленбург.
Той е големият син на княз Хайнрих II Ройс-Кьостриц (1803 – 1852) и съпругата му графиня Клотилда Шарлота София фон Кастел-Кастел (1821 – 1860), дъщеря на граф Фридрих Лудвиг Хайнрих фон Кастел-Кастел (1791 – 1875) и принцеса Емилия Фридерика Кристиана фон Хоенлое-Лангенбург (1793 – 1859).
През 1883 г. той става адютант на кайзер Вилхелм I. От 4 ноември 1886 до 26 януари 1892 г. той е командир на 17. „драгонски регимент“ във Великото херцогство Мекленбург. През 1897 г. той е повишен на генерал-лейтенант и става командир на „14. дивизия“ в Прусия. През 1902 г. той става генарал на кавалерията.
Хайнрих XVIII Ройс-Кьостриц е рицар на Железния кръст 2. Класа. Той умира на 64 години на 15 август 1911 г. в Швайнфурт и е погребан в Лудвигслуст, Мекленбург.

## Фамилия
Хайнрих XVIII Ройс-Кьостриц се жени на 17 ноември 1886 г. в Шверин за херцогиня Фридерика Вилхелмина Елизабет Александрина Августа Мариана Шарлота фон Мекленбург-Шверин (* 7 ноември 1868, дворец Белведере, Берлин; † 20 декември 1944, Партенкирхен), дъщеря на херцог Вилхелм фон Мекленбург (1827 – 1879) i принцеса Александрина Пруска (1842 – 1906). Те имат трима сина: 
- Хайнрих XXXVII (* 1 ноември 1888, Лудвигслуст; † 9 февруари 1964, Гармиш-Партенкирхен), генерал-лейтенант а. Д., княз (1911 – 1964); има два сина от втория брак
- Хайнрих XXXVIII (* 6 ноември 1889, Лудвигслуст; † 22 март 1918, убит в битка в Брабант)
- Хайнрих XLII (* 22 септември 1892, Лудвигслуст; † 10 март 1949, Гармиш-Партенкирхен), два пъти разведен; от втория брак има една дъщеря.

Вдовицата му Шарлота фон Мекленбург-Шверин се омъжва втори път на 4 февруари 1921 г. в Берлин за Роберт Шмидт (* 1 ноември 1892, Вилмерсдорф; † 6 декември 1971, Бамберг).